# كاستانول بيمونت
كاستانول بيمونت هي كومونا في مدينة تورينو الحضرية في المنطقة الإيطالية بييمونتي وتقع على بعد حوالي 20 كيلومتر (12 ميل) جنوب غرب تورينو .